# Mathias Ludwig Schroeder

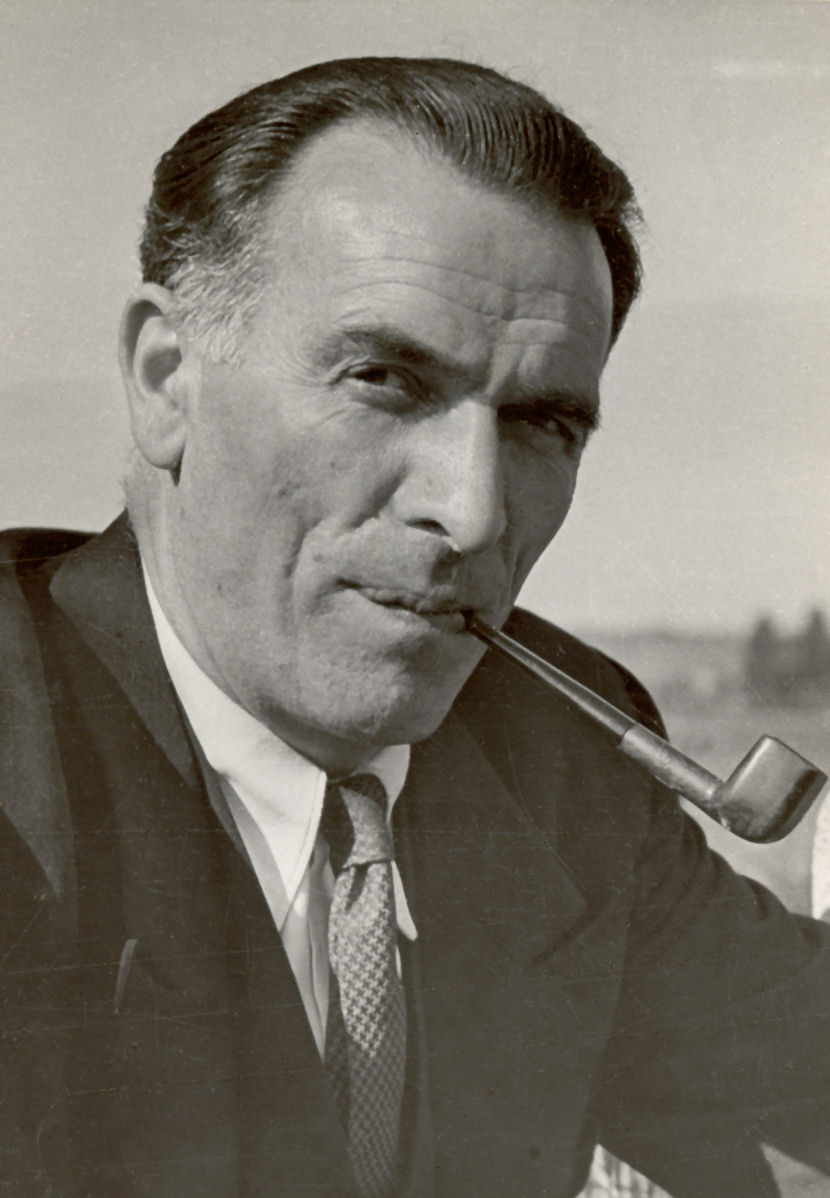
Mathias Ludwig Schroeder (1950)

Mathias Ludwig Schroeder (* 28. April 1904 in Malstatt-Burbach bei Saarbrücken; † 5. Mai 1950 in Hilden/Rheinland) war ein deutscher Handwerker und Schriftsteller.

## Leben
Mathias Ludwig Schroeder entstammte einer Arbeiterfamilie. Seine Eltern waren Ludwig Schroeder aus dem Eifeldorf Großlittgen und Barbara Jacobs aus Kürenz bei Trier. Nach dem Besuch der Volksschule absolvierte er eine Lehre als Installateur bei den Städtischen Gas- und Wasserwerken Trier. In den Jahren 1922 und 1923 führte er ein unstetes Wanderleben, das ihn quer durch Deutschland führte. Anschließend arbeitete er als Installateur für die Städtischen Gas-, Wasser- und Elektrizitätswerken Solingen und ab 1931 in dem 1899 von der Stadt Wald in Hilden-Elb errichteten Wasserwerk, das 1929 auf die Stadt Solingen übergegangen war. Am 14. März 1931 heiratete er Adele Mävers aus Solingen-Höhscheid. Der Ehe entstammte die Tochter Ute. Seit Anfang der 1930er Jahre war Schroeder literarisch aktiv. Er verfasste Erzählungen, häufig humoristischen Charakters und in der Arbeitswelt angesiedelt, sowie Jugendbücher. Einige Werke veröffentlichte Schröder auch in der Jugendzeitschrift „Aufwärts“ des DGB. Eine Freundschaft verband ihn mit dem Schriftsteller Heinrich Lersch.
Schroeder nahm ab 1940 u. a. als  Baupionier der Wehrmacht am Zweiten Weltkrieg teil und geriet in sowjetische Kriegsgefangenschaft, aus der er Ende 1945 entlassen wurde. Er starb bei einem Stromunfall in seinem im Weiler Kesselsweier in der Hildener Heide gelegenen Haus. Die Stadt Hilden errichtete auf dem Hauptfriedhof ein Ehrengrab für ihn, für das sie auch einen Gedenkstein stiftete. Die auf dem Gedenkstein angebrachte Plakette wurde von dem Künstler Karl Rydzewski (1916–2008) geschaffen und zeigt ein Motiv aus Schroeders Meistererzählung „Das Beichtrohr“. Rydzewski, der aus Lyck in Masuren stammte, studierte Bildhauerei bei Hans Peter Feddersen am Baukreis Hilden.

## Werke

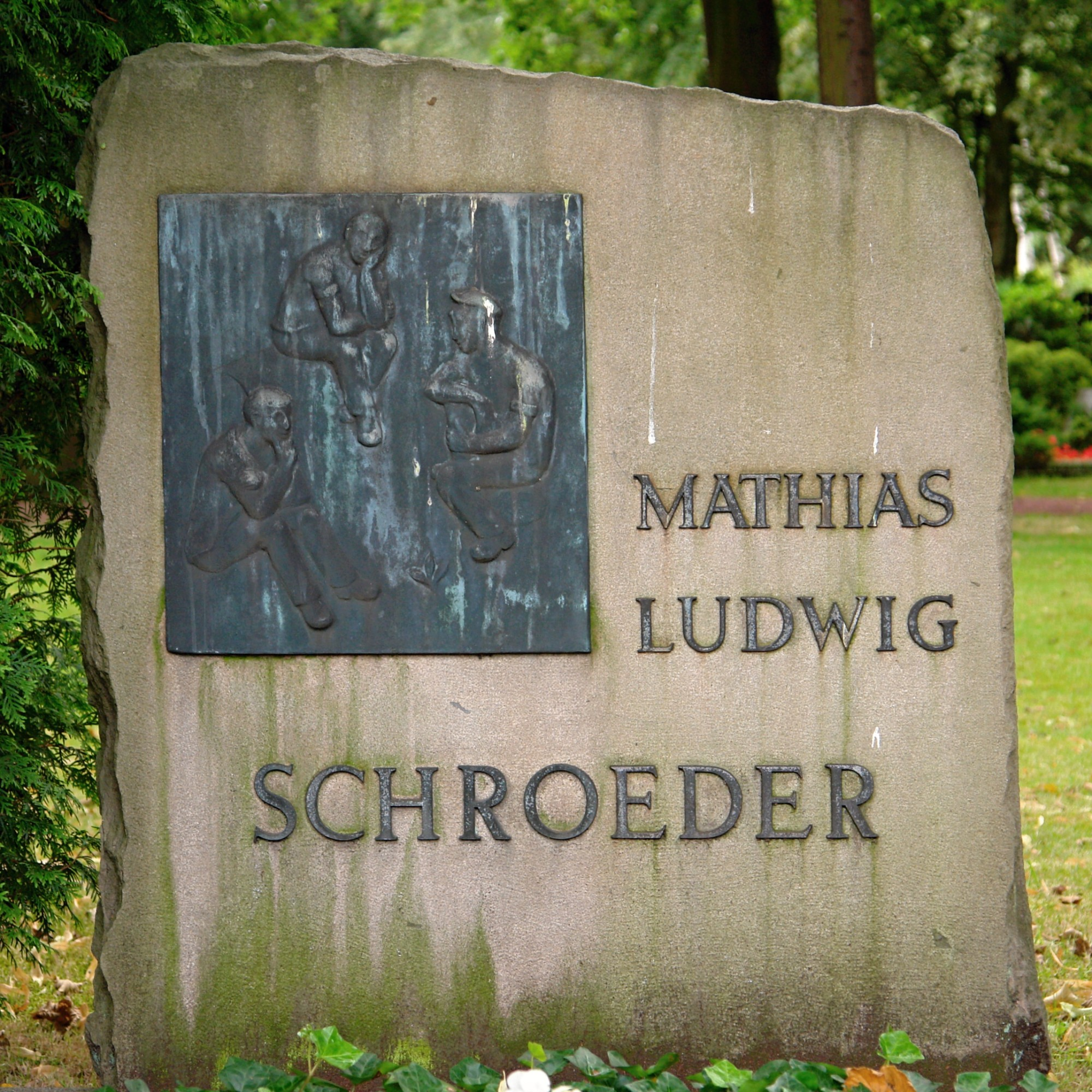
Ehrengrab auf dem Hauptfriedhof Hilden

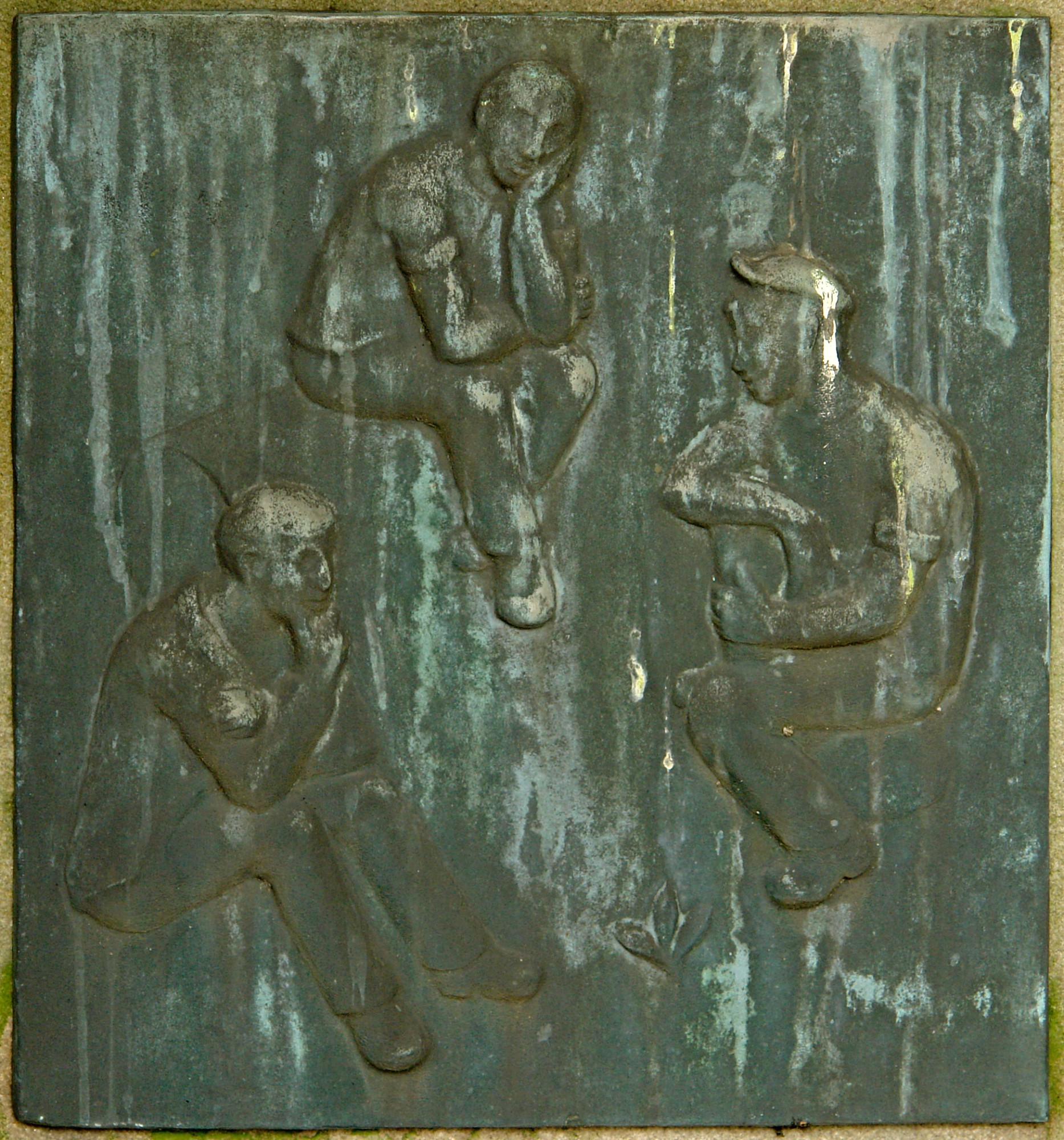
Grabplakette „Das Beichtrohr“

- Alle Achtung: Männer!, Langen Müller Verlag, München 1936.
- Peter, der Soldatenjunge, Junge Generation Verlag, Berlin 1936.
- Der lachende Hammer, Verlag Herder, Freiburg 1937.
- Lachende Kameradschaft, Junge Generation Verlag, Berlin 1937.
- Lehrbuben, Lausbuben, Junge Generation Verlag, Berlin 1937.
- Die vom Sonnendeck, Verlag Herder, Freiburg 1937.
- Peter auf Hamsterfahrt, Junge Generation Verlag, Berlin 1938.
- Peter bei der Feldpost, Junge Generation Verlag, Berlin 1938.
- Männer und Herzen, Staufen-Verlag, Köln 1939.
- Das Beichtrohr, Langen Müller Verlag, München 1941.
- Auf zerrissenen Sohlen, Verlag Herder, Freiburg 1942.
- Immer etwas auf dem Kerbholz, C. Bertelsmann Verlag, Gütersloh 1944.
- Der Zauberer, Verlag Der Quell, Münster 1947.
- Klees mit dem Kännchen, Verlag Der Quell, Münster 1948.
- Dichter und Arbeiter, Butzon & Bercker, Kevelaer 1949.
- Benze uff Kolben, Butzon & Bercker, Kevelaer 1950.
- Kapitäne der Landstraße, Butzon & Bercker, Kevelaer 1950.
- Männer im Gasstrudel, Butzon & Bercker, Kevelaer 1950.
- Das Mädchen auf dem Rappen, Hundt-Verlag, Hattingen 1951.

### In Aufwärts – Jugendzeitschrift des DGB
- Die unzerbrechliche Glocke, Jg. 1, Nr. 9, 9. Oktober 1948, S. 11. Digitalisat University of Wisconsin Digital Collections
- Mit Gunst und Verlaub – ein heiliger Abend, Jg. 2, Nr. 26/27, 17. Dezember 1949, S. 4. Digitalisat University of Wisconsin Digital Collections
- Die Rache von oben, Jg. 3, Nr. 12, 17. Juni 1950, S. 11.  Digitalisat University of Wisconsin Digital Collections
- Guten Tag, Herr Gotthard, Jg. 3, Nr. 19, 23. September 1950, S. 11.  Digitalisat University of Wisconsin Digital Collections
- Die zweite Gesellenprüfung, Jg. 3, Nr. 22, 4. November 1950, S. 9–10. Digitalisat University of Wisconsin Digital Collections
- Der Angeber, Jg. 4, Nr. 9, 5. Mai 1951, S. 10–11.  Digitalisat University of Wisconsin Digital Collections

### In Hildener Jahrbuch, Bd. 5, 1947–1952, Hilden 1953
- Anfang des Lebens, S. 31–33.
- Zum Wolchow, S. 34–38. (letztes, unvollendetes Manuskript vom 2. Mai 1950)